# Морская Масельга
Морская Ма́сельга (карел. Meri-Muaselgy) — посёлок в составе Повенецкого городского поселения Медвежьегорского района Республики Карелия Российской Федерации.

## Общие сведения
Расположен на южном берегу озера Маткозеро.

## Население
Численность населения в 1905 году составляла 157 человек.
| 2002 | 2010 | 2013 |
| ---- | ---- | ---- |
| 7    | ↘1   | →1   |